# Plateau Pothohar

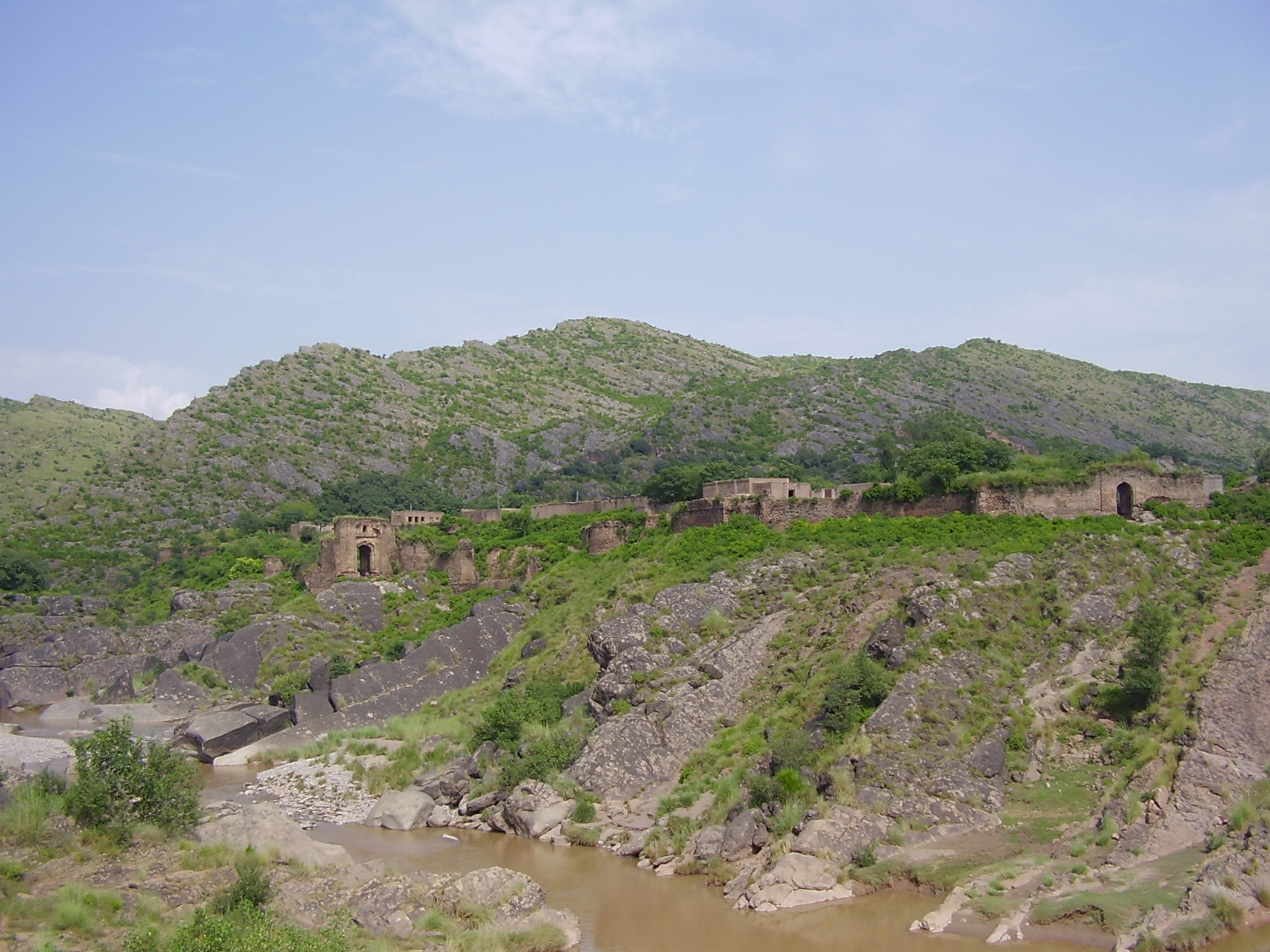
Photo du à proximité d'Islamabad.

Le plateau Pothohar (ourdou : سطح مُرتفع پوٹھوہار), aussi appelé plateau Pothwar, plateau Potowar ou plateau Pothohar, est un plateau du Nord-Est du Pakistan, situé entre le Nord du Pendjab pakistanais et l'Ouest de l'Azad Cachemire.